# Национална химна Боливије
Национална химна Боливије (шп. Himno Nacional de Bolivia), позната и као „Bolivianos, el Hado Propicio“ („Боливијци, благонаклона судбина“) и првобитно названа „Canción Patriótica“ („Патриотска песма“), је усвојена 1851. године. Хосе Игнасио де Сањинес, потписник Боливијске декларације о независности и првог боливијског устава, написао је текст. Музику је компоновао Италијан Леополдо Бенедето Винченти.
То је корачница у 4/4 такта, иако се популарно пева у 12/8. Премијерно је изведена у граду Ла Пазу, испред Државне палате, у подне 18. новембра 1845. године, од око 90 инструменталиста из војних оркестара 5., 6. и 8. батаљона. Тог дана, четврта годишњица битке код Ингавија прослављена је уз неколико чинова изузетне величине, од којих је врхунац било отварање Општинског позоришта.
Године 1851, за време владе генерала Мануела Исидора Белзуа, национална химна Боливије је озваничена врховним декретом и послата за штампање за дистрибуцију у школама. Од тада се изводи и пева у свим званичним школским функцијама.

## Историја

### Позадина
У граду Чукисаки (савремени Сукре) 1835. године изашла је на видело композиција под називом „Marcha Nacional“ („Национални марш“), прва национална химна, дело перуанског учитеља Педра Ксименеза Абрил Тирада, који је био капелник. Овај састав није постао званичан, највероватније због стварања, организовања и касније елиминације Перу-боливијске конфедерације (1836–1839).
Оригиналне партитуре се налазе у Историјском архиву катедрале Чукисаке, где су део музичког наслеђа Боливије. Клавирска изведба, постоји у компилацији на ЦД-у као омаж стваралаштву Ксименеза Абрил Тирада.

### Национална химна
Када је независност и суверенитет Боливије консолидован у бици код Ингавија 18. новембра 1841, поново је уочена потреба за патриотском песмом, јер је генерал Хосе Баливијан, тадашњи председник Боливије, приметио да мали састави војске не успевају да освојити популарни жар изводећи наслеђене шпанске маршеве и популарна дела.
У тим околностима Баливијан је сазнао за посету Чилеу италијанског учитеља и композитора Леополда Бенедета Винчентија, кога је позвао 1844. да обавља функцију генералног директора бендова боливијске војске и да компонује, по уговору, музику „Canción Patriótica“ („Патриотска песма“), под којим је у то време требало да буде позната. Винченти је стигао у Ла Паз у септембру 1844. и затекао музичке бендове у страшном стању, што се могло утврдити у његовим породичним писмима. Његов рад је био исцрпљујући; много пута је легао обучен да би у зору отишао у касарну. Суђења су била дуга и хитна. Винченти је одбијао један текст за другим; тада му је адвокат и песник Хосе Игнасио Сањинез поклонио стихове данашње химне Боливије, оригинално написане на шпанском.
У Ла Пазу, у подне 18. новембра 1845. године, након што је Те Деум изведен у катедрали у Ла Пазу у част битке код Ингавија, први пут су свирали војни оркестар батаљона 5., 6. и 8. акорде боливијске химне. Баливијан је изашао узбуђен на један од балкона палате, честитајући наступ.